# Comuna Horia, Tulcea
Horia este o comună în județul Tulcea, Dobrogea, România, formată din satele Cloșca, Florești și Horia (reședința).

## Istoric
Comuna are un trecut multietnic, de-a lungul anilor pe aceste meleaguri au locuit geți, romani, slavi, bulgari, ruși și mai recent turci sau nemți. Pe teritoriul comunei se păstrează trei situri arheologice, două sunt urme ale geților (o necropolă și un depozit de amfore), iar cel de al treilea conține rămășițe ale unei vile rustice romane. Trecutul multietnic este vizibil astăzi în obiceiurile locale dar și în fondul construit.

## Geografie
Comuna Horia este o așezare rurală de tip adunat, cu vatră bine conturată și este situată în partea central-vestică a județului Tulcea, fiind delimitată de următoarele teritorii comunale: 
- la nord-vest se află teritoriul administrativ al comunei Hamcearca,
- la vest teritoriul administrativ al comunei Cerna,
- la sud teritoriul administrativ al comunei Ciucurova. Tot în partea de sud a localității se conturează văile: Valea Luchian, Valea lui Ciolan, văi cu caracter teorențial care adună apele de pe culmea lui Găzaru, Dealul Fetei, Dealul de la Patru Hectare și se descarcă în pârâul Taița.
- la est se află teritoriul administrativ al comunei Izvoarele.

Suprafața administrativă comunei este de 4102,7597 ha. (conf.limita UAT procurată și avizată O.C.P.I). Populația totală a comunei Horia este de 1503 locuitori (conf. RPL. 2011).
Sate aparținătoare: Horia - reședință de comună, Florești și Cloșca. Din punct de vedere administrativ, comuna este străbătută pe direcția sud – sud-vest de DN 22D Tulcea-Măcin-Brăila, iar distanța până la Municipiul Tulcea este de 38 km. Din punct de vedere geografic, teritoriul comunei Horia face parte din Dobrogea de Nord și este localizată la 45°01′ latitudine nordica, 28°27′ longitudine estică.
Comuna Horia este așezată în partea centrală a județului Tulcea, în depresiunea Balabancea-Horia și bazinul mijlociu al Taiței, la punctul în care râul face un unghi către vest-est. Dealurile care încadrează comuna au diferite înălțimi și o vreme destul de îndelungată au purtat nume turcești: Carapcea (310m), Ghiobilche – Bair la vest: Cazlar Bair (177m) și Dautcea (179m) la sud. Aceste înălțimi poartă astăzi, aproape în totalitate, nume românești cum ar fi: Consul (329m), Islaz, Muchea Mare, Muchea Mică, Muchea lui Găzaru, sau diferite nume locale: „La trei hectare”, „La patru hectare” (locuri unde au fost împroprietăriți veterani), Losva (probabil fosta moșie a mănăstirii Cocoșu), Valea Soldatului, etc. Așezarea este scăldată de apele Taiței (care trec de la nord-vest către sud-est), râul Boclogea (în partea estică a satului), Dantcea (în partea sud-estică) și pârâul Ortachioi (izvorăște de pe poalele Orta – Cuiracului și se varsă pe dreapta Taiței în fața satului).
Râul Cerna traversează DN22D, Măcin-Horia, în dreptul unor culturi de hamei, după care urmează îndeaproape rambleul mai înalt al unei foste căi ferate de carieră.
După ce străbat localitățile Nifon, Hamcearca și Balabancea, apele Râului Taiței sunt zăgăzuite în lacul de acumulare Horia. Acesta are o adâncime maximă de 6m în zona barajului și este populat cu crap de crescătorie.
Lacurile de baraj antropic se află pe Râul Taița, în amonte de localitatea Horia, dar și pe Râul Luncavița, la Cetățuia și la intrarea în localitatea Luncavița.
Clima este continentală de stepă cu caracter colinar, ierni nu prea reci, temperatura medie anuală 11,1°C; cantitatea medie de precipitații 444,5mm/mp anual.

## Resurse naturale
Deși se întinde pe o suprafață mică (40,77 km2), comuna Horia beneficiază de o gamă variată de resurse minerale solide: roci metamorfice (șisturi cristaline), roci magmatice (granit, riolite) și roci sedimentare (carbonifere, triasice medii, cenomaniene, pleistocene medii și superioare). 
Șisturile cristaline apar în Dealul Coslugea și Dealul Bocluge și în zona sud-estică a comunei. Granitul existent în perimetrul comunei se găsește la nord, la aproximativ 2 km nord-vest de localitatea Florești. Resursele existente sunt mari. 
Riolitul se găsește sub forma unor corpuri circulare de câteva sute de metri diametru, unul aflat la mai puțin de 1 km vest de satul Florești și două la 600-800 m vest și sud-vest de localitatea Horia. Resursele sunt mici spre medii. Un alt tip de riolit se află în colțul extrem sud estic al comunei.
La sud de satul Horia este semnalată prezența riolitului, gresiei și dioritului (cenușiu, grăunțos, compact, masiv, dur, acoperit de gresii calcaroase). Cenomanianul apare pe o arie restrânsă și este alcătuit din conglomerate calcaroase, calcare grezoase glauconitice, uneori calcare lumaselice. Dioritul s-a exploatat într-o carieră aflată la 2 km sud de localitate și s-a valorificat îndeosebi ca piatră spartă pentru întreținerea drumurilor. Din el se pot confecționa pavele și bordure și se pot întrebuința la executarea lucrărilor de consolidări, la confecționarea de betoane asfaltice de mare rezistență. Resursele sunt medii, iar condițiile de exploatare în carieră sunt favorabile. 
În două dintre cele trei localități ale comunei, (Horia și Florești), se regăsesc urmele vechilor cariere de exploatare a rocilor.
În zona vest și sud-vestică a comunei, sub forma unor corpuri de până la 2 km lungime, se întâlnesc depozite carbonifere inferioare (șisturi argiloase, grauwacke și conglomerate), constituind Formațiunea de Carapelit, întâlnită și în alte comune. Resursele sunt mari, iar condițiile de exploatare sunt bune.
În partea de sud-est a comunei, formând un corp de peste 1 km lungime, sunt depozitele triasice medii alcătuite din calcare triasice medii (anisiene și ladiniene) cu amoniți. Resursele existente sunt medii și au o răspândire restrânsă. 
Lângă Florești, la 15 km nord-vest de localitate, în Dealul Babair, s-a extras un conglomerat de culoare închisă, având o grosime de aproximativ 10 m. După operația de concasare el s-a folosit ca pietriș pentru întreținerea drumurilor.

## Demografie
Componența etnică a comunei Horia
     Români (85,99%)
     Alte etnii (0,16%)
     Necunoscută (13,85%)
Componența confesională a comunei Horia
     Ortodocși (84,08%)
     Alte religii (0,4%)
     Necunoscută (15,53%)
Conform recensământului efectuat în 2021, populația comunei Horia se ridică la 1.256 de locuitori, în creștere față de recensământul anterior din 2011, când fuseseră înregistrați 1.248 de locuitori. Majoritatea locuitorilor sunt români (85,99%), iar pentru 13,85% nu se cunoaște apartenența etnică. Din punct de vedere confesional, majoritatea locuitorilor sunt ortodocși (84,08%), iar pentru 15,53% nu se cunoaște apartenența confesională.

## Politică și administrație
Comuna Horia este administrată de un primar și un consiliu local compus din 9 consilieri. Primarul, Marian Taifas[*], de la Partidul Social Democrat, este în funcție din 2012. Începând cu alegerile locale din 2024, consiliul local are următoarea componență pe partide politice:
|  | Partid                          | Consilieri | Componența Consiliului | Componența Consiliului | Componența Consiliului | Componența Consiliului | Componența Consiliului |
|  | ------------------------------- | ---------- | ---------------------- | ---------------------- | ---------------------- | ---------------------- | ---------------------- |
|  | Partidul Social Democrat        | 5          |                        |                        |                        |                        |                        |
|  | Alianța pentru Unirea Românilor | 3          |                        |                        |                        |                        |                        |
|  | Partidul Național Liberal       | 1          |                        |                        |                        |                        |                        |

## Turism
Obiective de interes tursitic pe care le regăsim la nivelul comunei Horia sunt: 
- Lacul Horia-Hamcearca
- Popasul turistic Căprioara, celebru odinioara datorită meselor cocoțate în copac, care făceau deliciul trecătorilor.

- Săpăturile de la Horia, din 1971 au scos la suprafață Villa rustica de la Horia .

- Casa memorială Gheorghe C. Mihalcea

## Evenimente
- Poziționarea la răscruce de drumuri i-a conferit comunei Horia în trecut rolul de târg care se păstrează până în prezent sub forma târgului săptămânal
- 6 ianuarie – Botezul Domnului / Hramul Bisericii din Horia;
- 1 octombrie – „ Acoperământul Maicii Domnului”, Hramul Bisericii din Florești;
- 8 noiembrie – „Sfinții Arhangheli Mihail și Gavril”, Hramul Bisericii din Cloșca.